# Richard Zierl
Richard Zierl (* 12. November 1948 in München) ist ein deutscher Physiker und Fachbuchautor.
Der 1979 an der TU München promovierte Physiker schrieb seit den 1970er Jahren 35 Fachbücher zum Bereich EDV und Nachrichtentechnik. Einige der Bücher sind unter anderem auf Französisch, Italienisch, Spanisch, Niederländisch und Ungarisch erschienen. Neben dem Schreiben betreibt er ein eigenes Mess- und Entwicklungslabor.

## Einführungsliteratur
Besonders bekannt ist er durch seine Einführungsliteratur, mit der er Jugendliche und Laien anspricht und ihnen die Möglichkeit gibt, „vom Einfachen zum Schweren“ in Themen wie Empfängertechnik für Empfangsamateure (SWL, siehe Funkamateur), Funktechnik im Jedermann-Funkband (CB-Funk) und in den  Amateurfunkbändern sowie allgemeine Unterhaltungselektronik (Hi-Fi etc.) mit nur geringen Vorkenntnissen einzusteigen. Besonders typisch in diesem Zusammenhang ist seine Vorgehensweise, das einer Anwendung zugrunde liegende Prinzip oder dessen Probleme zu erklären (z. B. zum Stehwellenverhältnis), danach eine Bauanleitung zum Selbstbau eines einfachen Gerätes zu geben und am Ende einige typische Fertiggeräte vorzustellen.
Gemeinsam mit Stratis Karamanolis gehört er zu den wenigen Autoren, die gleichermaßen für CB-Funker und Funkamateure fundierte Einsteigerliteratur liefern.

## Werke
- Niederfrequenzverstärker. Stuttgart 1971, ISBN 3-440-03826-2.
- Mischpulte. Stuttgart 1972, ISBN 3-440-03879-3.
- Rundfunkempfänger. Stuttgart 1972, ISBN 3-440-03927-7.
- Transistoren Teil 1. Stuttgart 1973, ISBN 3-440-03993-5.
- Transistoren Teil 2. Stuttgart 1973, ISBN 3-440-04034-8.
- Funktechnik – kurz und bündig. Würzburg 1974, ISBN 3-8023-0070-X.
- UKW-Empfänger. Stuttgart 1974, ISBN 3-440-04093-3.
- Fernsteuern elektronisch. Stuttgart 1975, ISBN 3-440-04206-5.
- Neue Radiotechnik. Stuttgart 1976, ISBN 3-440-04343-6.
- Geräte für den Tonband-Amateur. Stuttgart 1978, ISBN 3-440-04664-8.
- Geräte für den CB-Funker. Stuttgart 1980, ISBN 3-440-04624-9.
- Der Mikroprozessor. Stuttgart 1981, ISBN 3-440-04982-5.
- Umweltschutz-Elektronik. Stuttgart 1981, ISBN 3-440-05016-5.
- Unterhaltsame Elektronik. Stuttgart 1981, ISBN 3-440-05017-3.
- Nützliche Elektronik. Stuttgart 1982, ISBN 3-440-05078-5.
- Service für CB-Geräte. Stuttgart 1982, ISBN 3-440-05079-3.
- Kurzwellenempfang. Stuttgart 1983, ISBN 3-440-05220-6.
- AutoCAD. Düsseldorf 1989, ISBN 3-89011-438-5.
- Zusatz- und Meßgeräte im CB-Funk. Baden-Baden 1995, ISBN 3-88180-332-7.
- Software für Elektroniker. Baden-Baden 2002, ISBN 3-88180-388-2.
- TARGET 3001! Poing 2003, ISBN 3-7723-4207-8.
- Aktivantennen für Lang-, Mittel- und KW-Empfang. Baden-Baden 2005, ISBN 3-88180-643-1.
- MAGIX music maker 2006. München 2005, ISBN 3-8272-6949-0.
- Kurzwellenempfang mit dem PC. Baden-Baden 2006, ISBN 3-88180-653-9.
- MAGIX Music Maker 2007. München 2006, ISBN 3-8272-4167-7.
- Technische Fotografie. München 2006, ISBN 3-8273-7264-X.
- Moderne KW Empfänger. Baden-Baden 2007 ISBN 978-3-88180-659-6
- Digitalisierung analoger Musikträger. Poing 2007, ISBN 978-3-7723-4000-0.
- Optimaler Rundfunkempfang mit dem Computer. Baden-Baden 2007, ISBN 978-3-88180-662-6.
- Lernpaket Elektronische Schaltungen. Poing 2007, ISBN 978-3-7723-5778-7.
- Elektronische Schaltungen. Poing 2007, ISBN 978-3-7723-5717-6.
- Transistorradios. Baden-Baden 2008, ISBN 978-3-88180-668-8.
- Platinenherstellung. Poing 2008, ISBN 978-3-7723-4269-1.
- Röhrenmessgeräte selbstgebaut. Baden-Baden 2008, ISBN 978-3-88180-675-6.
- Röhrenradios selbstgebaut. Baden-Baden 2008, ISBN 978-3-88180-674-9.
- Lernpaket elektronische Messtechnik. Poing 2008, ISBN 978-3-7723-5360-4.
- Großes Lernpaket Experimente für Kinder. Poing 2008, ISBN 978-3-7723-3470-2.
- Lernpaket Experimente für Kinder. Poing 2009, ISBN 978-3-7723-4047-5.